# Арнетт (Оклахома)
Арнетт (англ. Arnett) — місто (англ. town) в США, в окрузі Елліс штату Оклахома. Населення — 495 осіб (2020).

## Географія
Арнетт розташований за координатами 36°8′6″ пн. ш. 99°46′16″ зх. д. / 36.13500° пн. ш. 99.77111° зх. д. (36.135082, -99.771191).  За даними Бюро перепису населення США в 2010 році місто мало площу 1,11 км², уся площа — суходіл.

### Клімат
| Клімат : Арнетт                           | Клімат : Арнетт | Клімат : Арнетт | Клімат : Арнетт | Клімат : Арнетт | Клімат : Арнетт | Клімат : Арнетт | Клімат : Арнетт | Клімат : Арнетт | Клімат : Арнетт | Клімат : Арнетт | Клімат : Арнетт | Клімат : Арнетт | Клімат : Арнетт |
| Показник                                  | Січ.            | Лют.            | Бер.            | Квіт.           | Трав.           | Черв.           | Лип.            | Серп.           | Вер.            | Жовт.           | Лист.           | Груд.           | Рік             |
| Абсолютний максимум, °C                   | 29,4            | 31,1            | 33,9            | 36,7            | 38,9            | 43,3            | 42,8            | 43,3            | 40,6            | 37,2            | 31,1            | 30,6            | 43,3            |
| Середній максимум, °C                     | 7,2             | 10,6            | 15,0            | 20,6            | 25,0            | 30,0            | 32,8            | 32,2            | 27,8            | 21,7            | 13,9            | 8,3             | 20,5            |
| Середня температура, °C                   | 0,6             | 2,8             | 7,8             | 13,9            | 18,9            | 23,9            | 26,7            | 26,1            | 21,1            | 15,0            | 7,8             | 1,7             | 13,9            |
| Середній мінімум, °C                      | −6,7            | −3,9            | 0,6             | 5,6             | 11,1            | 16,7            | 18,9            | 18,3            | 13,9            | 7,2             | 0,0             | −5              | 6,4             |
| Абсолютний мінімум, °C                    | −24,4           | −22,8           | −21,1           | −7,8            | −2,2            | 6,1             | 11,1            | 9,4             | −1,1            | −10             | −15             | −23,9           | −24,4           |
| Норма опадів, мм                          | 16              | 24              | 50              | 57              | 115             | 89              | 53              | 61              | 63              | 55              | 37              | 26              | 646             |
| ----------------------------------------- | --------------- | --------------- | --------------- | --------------- | --------------- | --------------- | --------------- | --------------- | --------------- | --------------- | --------------- | --------------- | --------------- |
| Джерело: The Weather Channel; Weatherbase |                 |                 |                 |                 |                 |                 |                 |                 |                 |                 |                 |                 |                 |

## Демографія
Згідно з переписом 2010 року, у місті мешкали 524 особи в 234 домогосподарствах у складі 138 родин. Густота населення становила 472 особи/км².  Було 300 помешкань (270/км²).
Расовий склад населення:
| - 97,1 % — білих - 0,2 % — корінних американців - 0,2 % — чорних або афроамериканців |

До двох чи більше рас належало 1,7 %. Частка іспаномовних становила 5,3 % від усіх жителів.
За віковим діапазоном населення розподілялося таким чином: 26,9 % — особи молодші 18 років, 52,9 % — особи у віці 18—64 років, 20,2 % — особи у віці 65 років та старші. Медіана віку мешканця становила 40,2 року. На 100 осіб жіночої статі у місті припадало 89,2 чоловіків;  на 100 жінок у віці від 18 років та старших — 90,5 чоловіків також старших 18 років.
Середній дохід на одне домашнє господарство  становив 59 749 доларів США (медіана — 42 500), а середній дохід на одну сім'ю — 80 190 доларів (медіана — 64 464). За межею бідності перебувало 14,5 % осіб, у тому числі 11,4 % дітей у віці до 18 років та 22,3 % осіб у віці 65 років та старших.
Цивільне працевлаштоване населення становило 235 осіб. Основні галузі зайнятості: освіта, охорона здоров'я та соціальна допомога — 28,5 %, сільське господарство, лісництво, риболовля — 24,3 %, публічна адміністрація — 12,8 %, транспорт — 8,1 %.